# توماس کلر
توماس کلر (انگلیسی: Thomas Keller؛ زادهٔ ۱۴ اکتبر ۱۹۵۵) رستوران‌دار، سرآشپز و مؤلف کتاب آشپزی اهل ایالات متحده آمریکا است. او مالک فعلی رستوران رستوران سه‌ستاره فرنچ لاندری در یونتویل، کالیفرنیا در مجاورت تاکستان و منطقه شراب‌سازی ناپا ولی است که نامش دو مرتبه به‌عنوان بهترین رستوران جهان انتخاب شده‌است و در مجموع ۴ مرتبه در فهرست ۵۰ رستوران برتر جهان قرار گرفته‌است. او مشاور آشپزی آدام سندلر در فیلم اسپنگلیش (برای درست‌کردن بهترین ساندویچ دنیا در فیلم) و همچنین مشاور آشپزی کارتون راتاتویی برای شرکت پیکسار بود.
کلر در حال حاضر سه کلاس آشپزی آنلاین در وبگاه Masterclass.com دارد که اعتقاد خود را به تدریس آشپزی در آن دنبال می‌کند.